# Rahatgarh
Rahatgarh è una suddivisione dell'India, classificata come nagar panchayat, di 25.217 abitanti, situata nel distretto di Sagar, nello stato federato del Madhya Pradesh. In base al numero di abitanti la città rientra nella classe III (da 20.000 a 49.999 persone).

## Geografia fisica
La città è situata a 23° 46' 60 N e 78° 22' 0 E e ha un'altitudine di 460 m s.l.m..

## Società

### Evoluzione demografica
Al censimento del 2001 la popolazione di Rahatgarh assommava a 25.217 persone, delle quali 13.307 maschi e 11.910 femmine. I bambini di età inferiore o uguale ai sei anni assommavano a 4.789, dei quali 2.454 maschi e 2.335 femmine. Infine, coloro che erano in grado di saper almeno leggere e scrivere erano 12.979, dei quali 8.175 maschi e 4.804 femmine.